# 5 км Аннинской Ветки
5 км Аннинской Ветки — упразднённый населённый пункт, находившийся в подчинении администрации пгт Краснолесный городского округа город Воронеж Воронежской области России. В 2008 году включён в состав посёлка Краснолесный и исключён из учётных данных.

## География
Располагался на территории Воронежского государственного заповедника, у остановочного пункта 5 км на участке Графская – Анна Юго-Восточной железной дороги, на расстоянии приблизительно 3 км к юго-востоку от окраины посёлка Краснолесный.

## История
Возник как населённый пункт при одноименном остановочном пункте.

## Население
Согласно результатам переписи 2002 года,  в населённом пункте проживало 6 человек, из которых русские составляли 100 % населения.